# Apia International Sydney 2016
L'Apia International Sydney 2016 è  un torneo di tennis giocato sul cemento. È la 124ª edizione del torneo facente parte della categoria ATP World Tour 250 series nell'ambito dell'ATP World Tour 2016 e della categoria WTA Premier nell'ambito del WTA Tour 2016. Si gioca nell'impianto NSW Tennis Centre a Sydney, Australia, dal 10 all'16 gennaio 2016.

## Partecipanti ATP

### Teste di serie
| Nazionalità | Giocatore           | Ranking | Testa di serie* |
| ----------- | ------------------- | ------- | --------------- |
| Australia   | Bernard Tomić       | 18      | 1               |
| Austria     | Dominic Thiem       | 20      | 2               |
| Serbia      | Viktor Troicki      | 22      | 3               |
| Bulgaria    | Grigor Dimitrov     | 28      | 4               |
| Italia      | Andreas Seppi       | 29      | 5               |
| Francia     | Jérémy Chardy       | 31      | 6               |
| Argentina   | Leonardo Mayer      | 35      | 7               |
| Ucraina     | Alexandr Dolgopolov | 36      | 8               |

* Le teste di serie sono basate sul ranking al 4 gennaio 2016.

### Altri partecipanti
I seguenti giocatori hanno ricevuto una wildcard per il tabellone principale:
- James Duckworth
- John Millman
- Jordan Thompson

I seguenti giocatori sono passati dalle qualificazioni:

- Michail Kukuškin
- Nicolas Mahut
- Maximilian Marterer
- Alexander Sarkissian

## Partecipanti WTA

### Teste di serie
| Nazionalità | Giocatore            | Ranking | Testa di serie* |
| ----------- | -------------------- | ------- | --------------- |
| Romania     | Simona Halep         | 2       | 1               |
| Polonia     | Agnieszka Radwańska  | 5       | 2               |
| Rep. Ceca   | Petra Kvitová        | 6       | 3               |
| Germania    | Angelique Kerber     | 10      | 4               |
| Rep. Ceca   | Karolína Plíšková    | 11      | 5               |
| Svizzera    | Timea Bacsinszky     | 12      | 6               |
| Spagna      | Carla Suárez Navarro | 13      | 7               |
| Svizzera    | Belinda Bencic       | 14      | 8               |

* Le teste di serie sono basate sul ranking al 4 gennaio 2016.

### Altri partecipanti
I seguenti giocatori hanno ricevuto una wildcard per il tabellone principale:
- Ana Ivanović
- Tammi Patterson
- Cvetana Pironkova

I seguenti giocatori sono passati dalle qualificazioni:

- Lara Arruabarrena
- Daniela Hantuchová
- Mirjana Lučić-Baroni
- Mónica Puig

## Campioni

### Singolare maschile
Viktor Troicki ha sconfitto in finale  Grigor Dimitrov con il punteggio di 2-6, 6-1, 7–6(7).
- È il terzo titolo in carriera per Troicki, primo della stagione e secondo consecutivo a Sydney.

### Singolare femminile
Svetlana Kuznecova ha sconfitto in finale  Mónica Puig con il punteggio di 6-0, 6-2.
- È il sedicesimo titolo in carriera per la Kuznecova, primo della stagione.

### Doppio maschile
Jamie Murray /  Bruno Soares hanno sconfitto in finale  Rohan Bopanna /  Florin Mergea per 6-3, 7–6(6).

### Doppio femminile
Martina Hingis /  Sania Mirza hanno sconfitto  Caroline Garcia /  Kristina Mladenovic per 1-6, 7-5, [10-5].